# Amalda hinomotoensis
Amalda hinomotoensis is een slakkensoort uit de familie van de Ancillariidae. De wetenschappelijke naam van de soort is voor het eerst geldig gepubliceerd in 1922 door Yokoyama.